# Huroni
Huroni ali tudi Wyandot (tudi Wyandotte, Wendat, Waⁿdát, ali Huron) so severnoameriško staroselsko pleme, ki je prvotno poseljevalo območje ob reki svetega Lovrenca in spada v jezikovno skupino Iroquois jezikov. Okoli leta 1650 jih je irokeška zveza skoraj povsem uničila. Danes spadajo v pleme Wyandot, ki je nastalo v 17. stoletju kot federacija plemen Huron in Petun, verjetno pa tudi posameznikov sorodnih plemen Neutral in Wenro, morebiti tudi Erie.

## Wyandot/Wendat ali Huron/Huroni?
Da bi čim bolj jasno ločili med zgodovinsko »konfederacijo Wendat/Huroni« in današnjimi plemeni »Wyandot/Wendat« oziroma Prvimi narodi, ki so delno izšli iz nje, se v članku uporablja izraz Huronn(e), Hurons, Huron ali Huroni za »konfederacijo« pred njenim uničenjem in razbitjem s strani Irokezov (do 1650) in izraz Wyandot, Wyandotte po reorganizaciji (etnogenezi) posameznih razpršenih plemen (od 1700).
Jezikovno-kulturno in politično tesno povezani Huroni, Petun (Tionontate) (na jugozahodu), Neutral (Attiwandaronon) (na zahodu) in Wenro (najvzhodnejše pleme Neutralov, na jugu) so se vsi medplemensko imenovali Wyandot ali Wendat (»otočani«) – verjetno so imela tam živeča plemena vtis, da živijo na »otokih«, saj so bili sredi pokrajine, bogate z rekami in jezeri, skoraj vedno obkroženi z vodo. Da bi se lahko premikali po tem območju, so uporabljali brezove kanuje.
Svoje plemensko ozemlje so imenovali Wendake, razprostiralo se je (od vzhoda proti zahodu) na približno 880 km² v južnem Ontariu vzdolž južne obale jezera Simcoe (Ouentironk – »lepa voda«), Georgian Baya, Nottawasaga Baya (Algonkin: »Irokezi ob ustju reke«) in po njih poimenovanega jezera Huron (Karegnondi – »jezero s sladko vodo«, »veliko jezero«). Včasih se Huroni in Petun zato obravnavajo kot ena plemenska skupina in se imenujejo Wendat-Tionontate ali Huron-Petun. Prav tako se poroča o močni jezikovni podobnosti med plemenom Erie (Erieronon) in »Wendat« ljudstvi.
Tuje poimenovanje »Huroni« verjetno izvira iz francoskega izraza »La Hure« za glavo divjega prašiča in preneseno za veliko, kosmato človeško glavo, na katero je francoske novince spominjala irokeška frizura Huronov.
Prvotno je bilo ocenjeno približno 30.000 do 40.000 Huronov (morda so v to vključeni tudi Petun, pa celo Neutral in Wenro), vendar so zaradi stika z evropskimi trgovci med plemeni izbruhnile uničujoče epidemije črnih koz in ošpic, ki so uničile cele vasi, klane in družine. To je privedlo do destabilizacije huronske družbe – še posebej, ker so bili Huroni zaradi stika z jezuiti razdeljeni na dve politično-verski frakciji: tako imenovani »progresivni« ali »krščanska frakcija« so sprejeli krščanstvo in se naselili v bližini francoskih trgovskih postojank; tako imenovani »tradicionalisti« so se držali svoje etnične religije in običajev ter se poskušali izogniti vplivu Evropejcev. V izjemno uničujočih bojih proti Irokezom v tako imenovanih bobrovih vojnah (1640–1701) za nadzor nad trgovino s krznom je bilo uničenih več huronskih vasi, moško prebivalstvo je bilo bodisi pobito bodisi skupaj z ženskami in otroki ugrabljeno in posvojeno. Kmalu so se ujeti in medtem posvojeni nekdanji huronski bojevniki borili v vrstah Irokezov proti lastnemu ljudstvu. Zaradi teh brutalnih vojaških pohodov se je število prebivalcev Huronov hitro zmanjšalo; velik del Huronov (tako imenovani »tradicionalisti«) se je pridružil zmagovitim Irokezom – zaveznikom Britancev – bil posvojen in se naselil med zahodnimi Seneci (zavezniki Francozov); le manjšina (tako imenovani »progresivni/krščanska frakcija«) je skupaj z jezuiti pobegnila v Novo Francijo. Njihovi nekdanji evropski zavezniki Francozi so težko razumeli, da so se Huroni raje naselili med svojimi avtohtonimi sovražniki kot med svojimi belimi "prijatelji" – vendar je bil to poskus Huronov, da bi se kljub uničujočemu porazu lahko držali svoje kulture in vere. Tretja "anti-irokeška" skupina se je pridružila Petunom in pobegnila proti zahodu v Fort Michilimackinac ob ožini Mackinac.
Sodobni Wyandoti so nastali v poznem 17. stoletju z združitvijo preživelih dveh nekdaj pomembnih irokeških konfederacij – "konfederacije Wendat/Huroni" in "konfederacije Tionontati/Petuni". Druge skupine, ki jih je prav tako pregnala in razkropila Irokeška liga, so se pridružile na novo organizirani plemenski zvezi; med njimi so bili člani nekdanje "Neutral konfederacije", Wenro, Erie, Susquehannock ter nekaterih manjših algonkinskih in irokeških plemen. Znotraj etnične skupine, ki je zdaj splošno znana kot "Wyandot/Wyandotte", Petuni daleč predstavljajo največje pleme in njihovi potomci še danes tvorijo večino Wyandotov, tako da je danes kultura in jezik Wyandotov verjetno bolj podoben Petunom kot Huronom.
Južne skupine Wyandotov so se morale znotraj ZDA preseliti proti zahodu in so bile naseljene v Oklahomi, severne skupine pa so se naselile ob reki Svetega Lovrenca v Kanadi. Danes so v ZDA tri priznana plemena Wyandotov in ena prva nacija Wyandotov v Kanadi, ki skupaj štejejo približno 8.000 članov plemena.
Leta 1999 je prišlo do obnove konfederacije Wyandotov, ko so se v Midlandu, Ontario, združili voditelji Wyandot Nation of Kansas, Wyandotte Nation of Oklahoma, Wyandot Nation of Anderdon in Huronne Wendat iz Wendakeja.
Za pleme Irokezov se uporablja tudi izraz Haudenosaunee ali "Pet narodov", "Irokeška liga" ali kar "Liga", oz. tudi posamična imena za vseh pet plemen Seneca, Cayuga, Onondaga, Oneida in Mohawk. Pozneje se jim z jugovzhoda pridruži tudi irokeško govoreče pleme Tuscarora in občasno se za celotno konfederacijo uporablja ime "Šest narodov".

## Jezik
Jezuiti so v 17. stoletju ustanovili misijonske postaje, kot sta Sainte-Marie-au-pays-des-Hurons in LaJeune Lorette v deželi Huronov. Jezik Huronov je sredi 18. stoletja preučeval jezuit Pierre Potier. V svojem delu Elementa Grammaticæ Huronicæ iz leta 1745 navaja dva namiga za tvorbo imen: po eni strani besedo ahouénda, ki se nanaša na kos morda izolirane zemlje, morda otok in po drugi strani aouenda, ki pomeni glas, ukaz, jezik ali obljubo. Potier je ugotovil, da z dodajanjem predpone sk aouendat dobimo pomen "tisti, ki ima en glas" in hkrati "tisti, ki ima en otok". To dvojni pomen je po njegovem mnenju možna razlaga za nastanek lastnega imena.
Primeri drugih osrednjih pojmov, ohranjenih v jezuitskih spisih, so Ondinnonk, podzavestna želja, ki se izraža skozi ustrezen sen in Saokata za šamana.
Nadaljnji opisi izvirajo od jezuita Jeana de Brébeufa, vključno s prvim dokazom za medmet Howgh, ki se še danes stereotipno uporablja za indijanske jezike. Brébeuf je napisal najstarejšo in še danes uporabljano kanadsko božično pesem Jesous Ahatonhia (Jesus, he is born) v huronskem jeziku. V njej so Sveti trije kralji poglavarji sosednjih območij, ki mu prinašajo lisičje in bobrove kože kot darila.
David Graeber in David Wengrow sta v skupnem življenju Wendat-Huronov videla pomemben vpliv na evropsko razsvetljenstvo. Robbie Richardson (Univerza Princeton) pa kaže, da jeziki Wendat sploh niso omogočali formulacije ideje individualne svobode.

## Lokacija Huronov pred in po razelitvi
Ouendake (Francozi so jo imenovali Huronia) je bila prvotna domovina Huronov, ki so zasedali precej kompaktno območje osrednjega Ontaria med južnim koncem Georgian Baya in jezerom Simcoe. Po razpršitvi Huronov s strani Irokezov leta 1650 se je ena skupina preselila v Lorette (severno od Quebeca), kjer je ostala vse od takrat. Preostali Huroni (združeni s Tionontati, Erie in Neutrals) so naslednjih 50 let preživeli kot begunci, ki so se potikali po [[[Wisconsinu]], Minnesoti in zgornjem Michiganu. Do leta 1701 so se preselili v dolino Ohia med današnjim Detroitom in Clevelandom, kjer so bili znani kot Wyandot. Tam so ostali, dokler jih niso v 1840-ih preselili v Kansas. Le ena skupina Wyandotov je uspela ostati na Velikih jezerih, ko je majhna skupina kanadskih Wyandotov v jugozahodnem Ontariu dobila rezervat blizu Amherstburga. Za Wyandote, preseljene v Kansas, so se težave začele z sprejetjem zakona Kansas-Nebraska (1854), ki je odprl njihove dežele za belo naselitev. Večina se je odločila za državljanstvo in dodelitev in so trenutno priznani kot Wyandot iz Kansasa. Večina jih še vedno živi v bližini Kansas Cityja, Kansas. Bolj tradicionalni Wyandoti so po državljanski vojni zapustili Kansas in se preselili v severovzhodno Oklahomo, da bi postali pleme Wyandotte iz Oklahome.

## Plemena Huronov pred in po razselitvi
Konfederacija je bila sestavljena iz naslednjih štirih "narodov" ali plemen:
- Attinniaoenten ali Ljudje medvedov (tudi: Attignawantan, Attignaouentan, Attignousntan – „Ljudstvo medveda“): s skoraj polovico huronskega prebivalstva so bili daleč največje in najmočnejše pleme in so živeli med Georgian Bay in reko Wye (Ontario); okoli leta 1640 so naseljevali trinajst vasi:

- - Južni ljudje medvedov/Južni Attinniaoenten

- - Severni ljudje medvedov/Severni Attinniaoenten

- Hatingeennonniahak ali Ljudje vrvi (tudi: Attigneenongnahac, Attiguenongha – „Tisti, ki izdelujejo vrvi za ribiške mreže“): drugo največje pleme, živeli so vzdolž grebena Mount St. Louis med rekama Sturgeon in Coldwater, naseljevali so tri glavne vasi.[10]

- Arendaenronnon ali Ljudje skal (tudi: Arendahronon – „Ljudstvo ležeče skale“): najvzhodnejše pleme, živeli so na bregovih jezera Couchiching zahodno do reke Coldwater, naseljevali so štiri vasi, njihova glavna vas je bila Cahiague.

- Atahontaenrat ali Ljudje jelenov (tudi: Tahontaenrat, Scanonaerat, Scahentoarrhonon – „dve beli ušesi“, tj. „Ljudstvo jelena“): najmanjše pleme, živeli so jugovzhodno od „Ljudstva medvedov“ v eni sami veliki vasi na območju severno od jezer Orr.

- - Ataronchronon ali Ljudje močvirja („Ljudstvo močvirja, barja“): politično niso bili priznani kot polnopravni člani in zato niso imeli lastne glasovalne pravice v svetu. Med zasedanjem sveta so jih zastopali „Ljudje medvedov“. Verjetno gre za člane klana „Severnih ljudi medvedov“; kasneje so se jim pridružili razkropljeni begunci Wenrohronon (od 1638) in skupine Algonkinov (od 1644), ki so jih razkropili Haudenosaunee (Irokezi).

## Etnografija in organizacija
Huronska konfederacija je bila prva od velikih iroquois konfederacij v regiji in kot taka verjetno navdih za kasnejše oblikovanje [[Iroketi|Irokeške lige]. Že leta 1400 sta Attignawantan in Attigneenongnahac sklenila zavezništvo. Verjame se, da so bili Laurentinski Irokezi, ki so živeli ob reki St. Lawrence med Montrealom in Quebecom, po ustanovitvi Irokeške lige prisiljeni preseliti se na zahod. Dve skupini izmed njih, Arendahronon (1560) in Tahonaenrat (1570), sta se pridružili Huronski konfederaciji. Kot najštevilčnejša skupina so Attignawantan običajno prevladovali nad drugimi člani. Namen konfederacije je bil podoben namenu Irokeške lige: preprečiti krvne spore in boje med njenimi člani. Z glavnim mestom v vasi Ossossane je vsako pleme poslalo predstavnike v svet, katerega namen je bil reševati notranje spore in odločati o zadevah skupnega pomena glede miru, vojne in trgovine z zunanjimi. Sicer je vsako pleme članica ohranilo nadzor nad svojim ozemljem in je bilo svobodno pri uresničevanju svojih ločenih interesov.
Na podoben način so vsaka od huronskih vasi upravljale svoje notranje zadeve. Te vasi so se razlikovale po velikosti, vendar so bile večje običajno utrjene in so imele več kot 1.000 prebivalcev. Utrdbe in velika velikost so verjetno bile posledica nenehnega vojskovanja v regiji, vendar so gosto poseljene vasi in velike skupne dolge hiše, pokrite z lubjem (včasih dolge 200 ft (61 m)), Hurone naredile ranljive za evropske epidemije. V večini pogledov je huronski življenjski slog tesno spominjal na irokeškega. Okoli leta 1100 so irokeški ljudje v tej regiji začeli z obsežnim kmetijstvom. Sledilo je dramatično povečanje prebivalstva, ki pa ga je žal spremljalo podobno povečanje organiziranega vojskovanja. Huronska prehrana se je močno opirala na kmetijstvo (sprva koruza, kasneje dodani fižol, buče in tobak). Dopolnjevali so jo lov, ribolov in nabiranje. Vasi so se morale preseliti vsakih 20 let ali tako, saj se je rodovitnost lokalne zemlje zmanjšala.
Družbena organizacija se je začela z razširjenimi družinami in matrilinearnim klanskim sistemom. Namesto patrilinearnega porekla Evropejcev je bila pripadnost huronskemu klanu določena po materi – čeprav je bilo mogoče z adopcijo preiti v drug klan. Izvirna imena huronskih klanov so se izgubila, vendar so bili združeni v tri fratrije (klanske skupine za ceremonialne in družbene namene), ki so približno ustrezale imenom plemen članic: Medveda, Vrvi in Skale. Po petdesetih letih potepanja, da bi ubežali Irokezem, so Tionontati (Petun) predstavljali največjo posamezno skupino Wyandotov. Dve od treh wyandotskih fratrij (Volk in Jelen) sta pripadali njim. Samo klan Medved iz fratrije Želve je bil huronski. Do leta 1750 so imeli Wyandoti deset klanov v treh skupinah: Želva (Velika želva, Jastreb, Prerijska želva, Mala želva, Prerijska želva); Jelen (Medved, Bober, Jelen, Jež, Kača) in Volk (en klan z istim imenom). Wyandote je upravljal svet, sestavljen iz poglavarjev vsakega klana. Te so izbirale klanske matere izmed moških članov vsakega klana. Eden od članov sveta je bil izvoljen za glavnega poglavarja, čeprav je bil po običaju običajno poglavar iz klana Medved ali Jelen.
Za razliko od Irokezov huronske ženske niso neposredno posedovale vsega premoženja. Kmetijska zemljišča so bila v lasti matrilinearnih klanov. Edinstven za Hurone je bila "Praznik mrtvih". Vsakih 10-12 let so posmrtne ostanke vseh, ki so umrli od zadnje slovesnosti, izkopali in ponovno pokopali v skupni grobni jami. Šele takrat so njihove duše lahko odšle v "deželo onkraj, kjer sonce zahaja". Huronska pravičnost je bila lahko kruta. Obsojene morilce so pogosto privezali na truplo žrtve in jih pustili stradati. Kasneje so storilce ustrelili s strelskim vodom. Ena ključna razlika med Irokezi in Huroni je bil kanu iz brezovega lubja. Irokezi so svoje kanuje izdelovali iz brestovega lesa (zaradi česar so bili težki) in kot rezultat običajno so raje potovali peš, toda Huroni, obkroženi z mrežo rek in jezer, so uporabljali svoje kanuje za potovanje na velike razdalje in trgovanje s svojim kmetijskim presežkom z drugimi plemeni, vključno z Irokezi.
Prav ta prednost v transportu in trgovini je najprej vzbudila zanimanje Francozov za Hurone. Trgovina s krznom, kasneje okrepljena z jezuitskimi misijami, se je razcvetela v politično in kulturno zavezništvo, ki je trajalo tudi po porazu in razpršitvi Huronov s strani Irokezov. Huroni so izginili leta 1649, vendar so preživeli in po zlitju z drugimi Iroquois begunci postali Wyandoti. Zavezani z Ottawami so postali "najstarejši otroci" Onontia (francoskega guvernerja Kanade) in temelj francoskega zavezništva z Algonkini Velikih jezer. Znotraj te organizacije so bili Wyandoti obravnavani kot nekakšen "ustanovni oče" s pomembnimi povezavami prek svojih posvojenih huronskih sorodnikov z Irokeško ligo. Tudi po francoskem porazu leta 1763 so Wyandoti uživali spoštovanje in vpliv med plemeni Velikih jezer in doline Ohia, ki je bil veliko večji, kot bi nakazovalo število njihovih bojevnikov.

## Zgodovina

### Nastanek konfederacije in zgodovina do 1650
Glej tudi:Bobrove vojne
Na podlagi jezikovnih dokazov se zdi, da so bili ljudje, ki so govorili irokeško in jih je Jacques Cartier srečal leta 1535 na reki sv. Lovrenca v Hochelagi (Montreal), Huroni. Nekaj časa po Cartierjevem zadnjem obisku leta 1541 je bila Hochelaga opuščena – verjetno zaradi vojn z Irokezi in Algonkini. Dve skupini teh tako imenovanih lavrentinskih Irokezov iz reke sv. Lovrenca, Arendahronon in Tahonaenrat, sta se preselili na zahod in do leta 1570 sta se združili s starejšo zvezo Attignawantan in Attigneenongnahac, da bi oblikovali Huronsko konfederacijo. Druga irokeška plemena v regiji so se organizirala na podoben način, najpomembnejši primer je Irokeška liga v zvezni državi New York. Huroni so zasedli območje osrednjega Ontaria na južnem koncu zaliva Georgian Bay. Na zahodu, v hribih blizu jugovzhodnega konca jezera Huron, so bili Tionontati (Petun) in jugozahodno med Detroitom in Niagarskimi slapovi so bili Neutralci, še ena velika konfederacija, imenovana tako, ker so ostali nevtralni v vojnah med Huroni in Irokezi.
Relativno majhna skupina Wenro je živela zahodno od Irokezov v jugozahodnem New Yorku (Jamestown) in se je zaščitila z zavezništvi z Nevtralci na severu in Erieji, katerih ozemlje se je raztezalo v noctranjost od južne obale jezera Erie blizu Erieja v Pensilvaniji proti zahodu čez severni Ohio. Južno od Irokezov ob reki Susquehanna v Pensilvaniji so bili Susquehannocki, tradicionalni sovražniki Irokezov. Na vzhodu so se Mohawk in Oneida iz Irokeške lige soočali z plemeni Algonkinske jezikovne skupine: Mahicani iz doline Hudson in Adirondacki, neidentificirano algonkinsko skupino, ki so bili morda Zahodni Abenaki ali Pequot-Mohegan, preden so se preselili v vzhodni Connecticut. Ob reki sv. Lovrenca so se Montagnais in Algonkin po letu 1541 preselili na ozemlje, ki so ga zapustili lavrentinski Irokezi in so se borili z Irokezi.
Medtem, ko so se Irokezi na splošno borili s svojimi sosedi, so imeli Huroni dobre odnose z mnogimi od njih prek trgovinskega vzorca, ki se je raztezal proti severu skozi plemena Ottawa in Nipissing do Ojibwejev (Chippewa) pri Sault Ste. Marie. Rivalstvo in vojskovanje, ki je obstajalo med Huroni in Irokezi pred prihodom Francozov, je bilo uravnoteženo z obsežno trgovino. Vendar pa je bilo vojskovanje dovolj razširjeno, da je povzročilo, da so se rivalske konfederacije združile v velike, utrjene vasi v kompaktna območja za medsebojno podporo. Meje v evropskem smislu niso obstajale, večina ozemelj med relativno kompaktnimi območji zasedbe je bila bodisi skupna bodisi sporna, odvisno od okoliščin. Privabljeni s trgovino s krznom, so se Francozi leta 1603 vrnili na reko sv. Lovrenca in ustanovili svoje prvo stalno naselje v Tadoussacu. Kakovost krzna, pridobljenega od lokalnih Montagnais in Algonkinov skozi dolino reke Ottawa, je Francoze spodbudila, da so se potisnili dlje na zahod. Samuel de Champlain je leta 1608 ustanovil Quebec in naslednje leto je prek algonkinskih trgovcev imel svoje prvo srečanje z Arendarononi iz Huronske konfederacije.
Na žalost za Francoze in njihove upe glede trgovine s krznom je bilo območje reke sv. Lovrenca zahodno od Quebeca vojno območje in je bilo tako vsaj 50 let pred njihovim prihodom. Bilo je sporno območje, ki so si ga lastili Irokezi, Huroni, Algonkini in Montagnais. Potem ko je poslušal pritožbe svojih trgovinskih partnerjev proti Irokezem, se je Champlain julija 1609 odločil, da bo spremljal mešano algonkinsko, montagnaisko in huronsko vojno skupino proti Mohawkom. V bitki, ki se je odvijala na severnem koncu jezera Champlain, so Irokezi prvič izkusili francosko strelno orožje, Francozi pa so si našli novega in nevarnega sovražnika. Po tej francosko podprti zmagi so Huroni podpisali svoj prvi trgovinski sporazum s Champlainom. Uničenje mohawške utrdbe na reki Richelieu naslednje leto je pomagalo potisniti Irokeze na jug in odprlo zgornji del reke sv. Lovrenca za francosko trgovino. Francoski vtis o Huronih sprva ni bil ugoden in ker so bile njihove vasi tako oddaljene, so se nagibali k osredotočanju na trgovanje z Algonkini. Vendar se je to kmalu spremenilo, ko je Étienne Brulé leta 1611 obiskal vasi Huron in tam ostal čez zimo. Izvedel je, da imajo Huroni ne le boljše krzno kot Algonkini in Irokezi, ampak tudi dostop do območij še višje kakovosti prek trgovanja z drugimi plemeni. Če so Francozi dvomili o tem ali naj se postavijo na stran Huronov proti Irokezom, so se ti dvomi tam končali in leta 1614 je bila v Quebecu podpisana formalna pogodba o trgovini in zavezništvu med Francozi in Huroni. Naslednje leto je Champlain opravil dolgo potovanje v vasi Huron in se tam pridružil napadu Huronov in Algonkinov na vasi Oneida in Onondaga na jugu v zvezni državi New York. Po letu 1616 so bili Huroni posredniki za francosko trgovino s krznom z Nipissingi, Ottawami in Algonkini v zahodnih Velikih jezerih.
Francosko zavezništvo s Huroni in Algonkini je prisililo Mohawke, da so leta 1610 zapustili dolino reke St. Lawrence. Ta neuspeh se je izkazal le za začasnega, saj so Mohawki kmalu lahko trgovali z Nizozemci na reki Hudson. Razumevajoč prednost v orožju, ki jo je francoska trgovina dala njihovim sovražnikom, so Mohawki ljubosumno varovali svojo trgovino z Nizozemci. Po vojnah s Susquehannocki (1615) in Mahicani (1624-28) so se uveljavili kot prevladujoči nizozemski trgovinski partner. Na žalost domovina Irokezov ni imela veliko bobrov in pri poskusu oskrbe Nizozemcev so Irokezi hitro porabili tisto malo, kar so imeli. Nizozemski poskusi, da bi jih obšli in pridobili dostop do trgovine na reki St. Lawrence prek Mahicanov, so le poglobili dilemo in privedli do vojne Mohawkov z Mahicani leta 1624. Vendar pa je njihova zmaga nad Mahicani le odpravila tekmeca in jim ni zagotovila dostopa do več krzna. Domovina Huronov je imela na začetku veliko bobrov, vendar se je tudi ta izčrpala zaradi trgovine s Francozi. Vendar so Huroni to zlahka premagali s trgovanjem s plemeni na severu in zahodu. Obkroženi s sovražniki, Irokezi niso imeli takšne priložnosti in ogroženi z izgubo svojega trgovinskega položaja z Nizozemci, so obupno potrebovali Hurone, da bi jih oskrbeli s krznom, ali pa jim vsaj dovolili loviti zunaj svoje domovine. Huroni niso dovolili nobene od teh stvari. Njihovo krzno je šlo neposredno k Francozom in Huroni so bili dovolj močni, da so irokeške lovce zadržali na svojih ozemljih.
Na tej točki se je francoska odločitev za zavezništvo s Huroni zdela pravilna. Zgodovina bi se morda odvijala drugače, če ne bi bilo vojne, ki se je začela v Evropi leta 1627 med Britanijo in Francijo. Po britanski blokadi reke St. Lawrence se je Quebec leta 1629 predal floti pod poveljstvom sira Davida Kirkeja. Pogodba iz St. Germaine-en-Laye ni vrnila Quebeca Franciji do leta 1632. V teh treh dolgih letih so Irokezi, zaradi svoje neprekinjene trgovine z Nizozemci, pridobili prednost v orožju pred Huroni in Algonkini. Od leta 1629 se je začel nov krog vojskovanja za krzno in ozemlje, ki se je razvil v bobrove vojne (1630-1700). Ko so Britanci odšli, je moral Champlain začeti znova. Poskušal je ponovno pridobiti prednost za svoje domorodne zaveznike, zato jim je začel dobavljati strelno orožje in omejene zaloge streliva za "lov". Nizozemski in britanski trgovci so se odzvali s podobnim orožjem za Irokeze, kar je sprožilo oboroževalno tekmo. Medtem so se Huroni maščevali človeku, odgovornemu za njihovo težavo. Étienne Brulé je izdal Champlaina, ko je leta 1629 vodil Britance v Quebec. Nato je našel zatočišče med Huroni, dokler ni bil ubit (in pojeden) po prepiru leta 1632.
Francoska misijonarska prizadevanja so se začela že leta 1615, ko so bili frančiškanski misijonarji poslani v dolino reke St. Lawrence. Rekolektovski duhovnik, oče Joseph Le Caron, je spremljal Samuel de Champlaina na njegovem obisku v vaseh Huron leta 1615 in preživel zimo z njimi. Vendar njegov poskus vzpostavitve misije leta 1623 ni uspel. Resnejši poskus se je začel s prihodom jezuitov v Novo Francijo leta 1625, vendar je prva misija "Črnih halj" v Huronia leta 1626 prav tako propadla. Nadaljnja prizadevanja so morala počakati na vrnitev Quebeca Franciji leta 1632. Jezuiti so se leta 1634 v polni moči vrnili k Huronom in zgradili svojo prvo misijo v Ihonatiria. Tri leta pozneje so glavno misijo preselili v huronsko prestolnico Ossossane, nato pa so jo leta 1639 dokončno preselili v Ste. Marie. Spreobrnitve so bile sprva počasne, vendar so se z začetkom velikih epidemij leta 1635 mnogi Huroni obrnili h krščanstvu kot zaščiti pred boleznijo. V svoji gorečnosti duhovniki niso bili nad tem, da so izkoriščali svoj vpliv za zagotavljanje posebnih privilegijev (strelnega orožja) tistim, ki so sprejeli krst. Kljub najboljšim namenom jezuitov je bil njihov uspeh katastrofa za huronsko enotnost. Nova religija je pogosto delila huronske skupnosti na krščanske in tradicionalne frakcije ravno v času, ko so se morale združiti proti Irokezom. Duhovniki običajno niso dovolili svojim spreobrnjencem, da bi se udeleževali plemenskih slovesnosti in stvari so se končno tako poslabšale, da so krščanski in tradicionalni Huroni pogosto zavračali pridružitev isti vojni skupini.
Še huje je bilo zaporedje uničujočih epidemij, ki so zajele huronske vasi – gripa, ošpice in črne koze. Med letoma 1635 in 1640 so te nove bolezni ubile več kot polovico Huronov. Zmanjšani na manj kot 10.000 so Huroni izgubili tudi veliko svojih izkušenih voditeljev. Ves ta čas so se jezuiti borili proti francoskim komercialnim interesom, da bi Hurone izolirali od socialne korupcije trgovine s krznom. Nastala zmeda je imela nesrečen učinek, da je francoska vlada v Quebecu delovala skoraj kot nevtralna v vse resnejši vojni Huronov z Irokezi. Plima se je začela obračati, potem ko so Seneca spomladi 1635 Huronom zadali velik poraz. Irokezi so najprej izolirali Hurone z napadom na njihove zaveznike. Ločene irokeške ofenzive v letih 1636 in 1637 so Algonkine potisnile globoko v zgornjo dolino Ottawe in prisilile Montagnaise, da so se umaknili vzhodno proti Quebecu. Prva žrtev bobrovih vojn je bilo pleme Wenro. Zapuščeni s strani svojih zaveznikov Erie in Neutral, so jih leta 1639 preplavili Irokezi. Zapustili so svoje vasi in pobegnili severno čez reko Niagara v Ontario, kjer je sčasoma 600 od njih našlo zatočišče med Huroni.
Leta 1640 je prišlo do velikega stopnjevanja nasilja. Britanski trgovci iz Nove Anglije, ki so pozno vstopili v trgovino s krznom, so poskušali prekiniti nizozemski trgovinski monopol z Mohawki z ponudbo strelnega orožja. Da bi to preprečili, so Nizozemci začeli Irokezem dobavljati orožje in strelivo v neomejenih količinah. Nenadoma veliko bolje oboroženi kot kdorkoli drug (vključno s Francozi), se je irokeška ofenziva dramatično povečala. Francozi so svojim zaveznikom izdali več orožja, vendar je bilo to na splošno slabše od nizozemskega orožja in sprva dano le krščanskim spreobrnjencem. Algonkine in Montagnaise so Mohawki in Oneide leta 1641 popolnoma pregnali iz zgornje doline St. Lawrence, medtem ko so na zahodu Seneca, Cayuga in Onondaga svoje napade osredotočili na Hurone.
Z ustanovitvijo Montreala ob ustju reke Ottawa leta 1642 so Francozi poskušali premakniti svojo trgovino s krznom bližje huronskim vasem, vendar so se kmalu znašli izpostavljeni in napadeni na tej novi lokaciji. Irokeške vojne skupine so se v letih 1642 in 1643 premaknile severno v dolino Ottawe in napadle huronske kanuje, ki so prevažali krzno v Montreal. Pri tem so bili Atonontrataronon (algonkinsko pleme) prisiljeni zapustiti dolino in pobegniti zahodno k Huronom. Leta 1644 so Irokezi zajeli tri velike huronske flotile kanujev na poti v Montreal in popolnoma ustavili francosko trgovino s krznom. Francozi niso imeli druge izbire, kot da iščejo mir, če so želeli nadaljevati trgovino in Irokezi, ki so utrpeli izgube zaradi vojne in epidemije, podobne Huronom, so bili tudi pripravljeni, da bi si pridobili izpustitev svojih bojevnikov, ki so jih Francozi držali v ujetništvu. Mirovna pogodba, podpisana leta 1645, ni imela trajnega učinka, ker je ignorirala glavni problem. Irokezi so pričakovali nadaljevanje trgovine s krznom s Huroni, vendar se to ni zgodilo. Namesto tega so Huroni še naprej trgovali z vsem svojim krznom s Francozi.
Po dveh letih poskusov reševanja tega problema z diplomacijo so se Irokezi zatekli k popolni vojni. Medtem, ko so Francozi ostali nevtralni in poskušali spoštovati mirovno pogodbo, so Irokezi leta 1647 uničili vasi Arendaronon. Tisto leto je v Montreal prispelo zelo malo krzna iz Huronie. Leta 1648 se je flotila 250 huronskih kanujev prebila mimo irokeške blokade in dosegla Quebec. Med njihovo odsotnostjo so Irokezi julija globoko prodrli v Huronio, uničili misijonsko vas v St. Josephu in ubili jezuitskega duhovnika. Končni udarec je prišel marca 1649. V usklajenih zimskih napadih se je 2.000 mohavških in seneških bojevnikov tiho prebilo čez sneg in v dveh urah uničilo misijonski vasi St. Ignace in St. Louis. Na stotine Huronov je bilo ubitih ali ujetih, medtem ko sta bila še dva jezuita mučena do smrti. Potem se je huronski odpor nenadoma zrušil. Zapustili so svojo prestolnico v Ossossaneju in večina jih je pobegnila.
Ostala je le glavna jezuitska misija v Ste. Marie, ki se je pripravljala na napad, ki pa nikoli ni prišel. Izolirana je bila opuščena maja, njeni jezuitski, francoski in huronski prebivalci pa so se s kanujem odpravili na Christian Island v Georgian Bayu. Pridružili so se jim drugi Huroni, kar je povečalo prebivalstvo otoka na več kot 6.000. Med strašno zimo 1649-50 je na tisoče ljudi umrlo od lakote, junija pa so Francozi in jezuiti, skupaj z več sto njihovimi huronskimi spreobrnjenci, odšli v Novo Francijo. Približno 300 teh se je naselilo severno od Quebeca v Ancienne in Jeune Lorette. Leta 1654 se jim je pridružila še ena skupina iz Trois Rivieres in tam (Wendake) živijo od takrat. Skozi leta so Lorette Huroni ostali zvesti francoski zavezniki in so edina huronska skupina, ki je preživela razpršitev nedotaknjena. Drugi Huroni so se razkropili, vendar se Irokezi niso zadovoljili s tem, da bi jih pustili. Po zmagi so imeli manj kot tisoč bojevnikov, zato so se Irokezi odločili, da bodo dopolnili svoje prebivalstvo z absorpcijo vseh drugih plemen, ki so govorila irokeško.
Nekateri Huroni so se takoj predali in so bili skupaj z že ujetimi Huroni posvojeni, vendar so Irokezi izsledili ostale. Attignawantan Huroni so leta 1649 pobegnili na zahod in našli zatočišče pri Tionontatih (Petun), vendar so Irokezi napadli obojne. Decembra so Irokezi preplavili glavno vas Tionontatov in ubili še dva jezuitska misijonarja. Le tisoč Attignawantanov in Tionontatov – ki so se kasneje združili v Wyandote – je pobegnilo pred napadom z umikom daleč na sever, kjer so preživeli zimo 1649-50 na otoku Mackinac blizu Sault Ste. Marie (zgornji Michigan). Do leta 1651 jih je nenehna grožnja napada Irokezov prisilila še dlje na zahod in preselili so se na otok v Green Bayu (Wisconsin) z Ottawami (ki so prav tako bežali pred Irokezi).

### Beg na zahod in nastanek Wyandot
Glej tudi: Nadaljevanje bobrovih vojn na zahodu
Tahontaenrat so se medtem umaknili v domovino Nevtralcev – ki so, zvesti svojemu imenu, ostali nevtralni skozi vse to – in od tam nadaljevali vojno proti Irokezom. Seneki so Nevtralce krivili za to, da so to dovolili in jih leta 1651 napadli in premagali. Nekaj Nevtralcev in Huronov je pobegnilo na zahod, da bi se pridružili svojim sorodnikom v Green Bayu. Večina pa, vključno s Tahontaenrati, se je množično predala. Tahontaenrate so posvojili Seneki, medtem ko so ujeti Arendahrononi odšli k Onondagam, preostali Attignawantani pa so postali del Mohavkov. Vendar pa so se velike skupine uspele izogniti ujetju in pobegnile na jug k Erijem, ki so jih sprejeli, vendar v statusu suženjstva, kar ni bilo veliko izboljšanje v primerjavi s tem, kar so ponujali Irokezi.
Na vzhodu sta Mohawk in Oneida sta bila še vedno v vojni s Susquehannocki in sta jih imela za trdovratnega sovražnika. Na zahodu so ostali le Erie in so trmasto zavračali zahteve Irokezov, naj predajo Nevtralne in Hurone, ki so živeli z njimi. Položaj se je nenehno slabšal, toda preden so leta 1653 začeli vojno z Erieji, so zahodni Irokezi (Seneca, Cayuga in Onondaga) najprej previdno podpisali premirje s Francozi. Ker jih je bilo takrat v vsej Severni Ameriki manj kot 300, Francozi Irokezom niso predstavljali vojaške grožnje, vendar je sporazum Irokezom zagotovil, da Francozi ne bodo dobavljali orožja Eriejem. Prav tako je francoskim jezuitom omogočil ustanovitev misij v irokeških vaseh za spreobrnjene Hurone, ki jih je sprejela Liga. Prednost za Irokeze je bila, da je zmanjšala možnost, da bi se njihovi posvojeni Huroni uprli med vojno proti svojim sorodnikom, ki so se pridružili Eriejem.
Irokezi so potrebovali do leta 1656, da so končno premagali Erieje. Po še enem krogu množičnih posvojitev je v Ligo izginilo še eno pleme. Na tej točki Irokezi niso več potrebovali Francozov, da bi zagotovili zvestobo svojih posvojenih Huronov in so prisilili jezuite, da so odšli. Za mešano skupino Huronov, Tionontatijev in Neutralov (zdaj imenovanih Wyandot) je bil severni Wisconsin morda na stotine kilometrov oddaljen od domovine Irokezov, vendar zagotovo ni bil zatočišče. Napadli so jih Mohawk in Seneca leta 1652 in 1653. Leta 1655 so Seneca odpotovali na zahod in napadli pleme Illinois, ker so sprejeli nekaj beguncev Wyandot. Neusmiljeno preganjanje poraženih sovražnikov s strani Irokezov se morda zdi noro, vendar je imelo popoln smisel. V desetih letih po porazu Huronov leta 1649 se je irokeško prebivalstvo z množičnimi posvojitvami povečalo z 10.000 na več kot 25.000. Ker so absorbirali toliko nekdanjih sovražnikov, Irokezi niso mogli dovoliti, da bi celo majhna skupina ostala na prostosti, ne da bi povabila upor iz lastnih vrst. V mnogih primerih so bili irokeški bojevniki, ki so napadali Wyandot v Wisconsinu, njihovi lastni sorodniki.
Po uničenju Huronie leta 1649 so bili Francozi nemočni in so bili prisiljeni ostati nevtralni, medtem ko so Irokezi pogoltnili eno pleme za drugim. Vse, kar je ostalo od njihovih nekdanjih zaveznikov (razen majhne skupine Huronov v Loretti), so bili Wyandot in Ottawa daleč na zahodu. Namesto, da bi se sami soočili z Irokezi ob reki Ottawa, so Francozi spodbujali svoje nekdanje trgovske partnerje, naj pridejo v Montreal trgovat. Ker so postali odvisni od francoskega blaga, so Wyandot in Ottawa, kljub vsemu, kar so pretrpeli, sprejeli. Okrepljeni z bojevniki Ojibwe in potujoči skupaj v velikih flotilah kanujev, da bi prebili irokeško blokado, so Wyandot in Ottawa prinašali krzno v Montreal, čeprav ne v prejšnjih količinah. Ta nadaljevalna trgovina je bila vir precejšnjega draženja za Irokeze in po koncu vojne z Erieji niso imeli več razloga, da bi pomirili Francoze.
Krhki mir med Francozi in Irokezi se je končal z umorom jezuitskega ambasadorja leta 1658 in izgonom misijonarjev iz irokeških vasi. Ko se je vojna med Francozi in Irokezi nadaljevala ob reki St. Lawrence, Francozi niso imeli več razloga, da bi se izogibali potovanju v Velika jezera in dva francoska trgovca s krznom, Pierre Radisson in Médart Chouart des Groseilliers, v spremstvu starega jezuita Rénéja Ménarda, sta izkoristila to priložnost, da sta ignorirala prepoved potovanja, ki jo je uvedla vlada Quebeca, in se pridružila skupini Wyandot in Ottawa na njihovi povratni poti. Sledila sta Ottawam do njihove vasi Chequamegon (Ashland, Wisconsin) na južni obali Gornjega jezera, tam sta preživela zimo in postala prva Evropejca, ki sta videla to največje od Velikih jezer. Oče Ménard je odtaval v gozd in očitno so ga ubili Dakota (vzhodni Sioux). 
Vendar so naslednjo pomlad dosegli vasi Dakota na zahodnem koncu Gornjega jezera in jim je uspelo trgovati. Ko sta se Radisson in Groseilliers vrnila v Quebec, so ju takoj aretirali in jima zaplenili krzno, ker sta ignorirala prepoved potovanja.
Aretacija je odvrnila druge, vendar sta Wyandot in Ottawa še naprej silila v Montreal. Leta 1659 je potekala velika bitka ob reki Ottawa, vendar Irokezi niso mogli ustaviti močno oboroženih konvojev in so se namesto tega odločili, da gredo za njihovim virom. Bobrove vojne so prisilile na tisoče Algonkinov, da so zapustili spodnji Michigan in dolino Ohia. Večina se jih je umaknila na zahod in se naselila v severnem Wisconsinu. Nenadno povečanje domorodnega prebivalstva zahodno od jezera Michigan je preobremenilo razpoložljive vire, zlasti bobra, potrebnega za trgovanje s Francozi. Soočeni z lakoto, so bila begunska plemena neorganizirana in so se borila med seboj. Sredi tega kaosa sta Wyandot in Ottawa delovala kot posrednika, zbirala krzno od rivalskih plemen in nato organizirala flote kanujev, da so ga odpeljali v Montreal. Ko so se Irokezi odločili, da gredo za virom krzna, ki je prihajalo do Francozov, so njihove vojne skupine opravile dolgo pot v Wisconsin in začele napadati ne le vasi Wyandot in Ottawa, temveč tudi vasi begunskih plemen, ki so jih oskrbovala s krznom.
Da bi se oddaljili od irokeških vojnih skupin, so Wyandot leta 1658 zapustili Green Bay in se preselili v notranjost, da bi našli nove vire bobra. Sledili so reki Black v zahodni Wisconsin in se naselili na otoku na reki Mississippi pri jezeru Pepin. Njihova preselitev je potekala brez izzivov, dokler obisk Radissona in Groseilliersa ni Dakote ozavestil o vrednosti bobra. Ker so bili jezni, ker so Wyandot ubijali bobra na tem območju, so Dakota začeli pritiskati, da bi jih prisilili k odhodu. Soočeni z vojno leta 1661, če bi ostali, so se Wyandot preselili na sever v vas Ottawa v Chequamegonu na južni obali Gornjega jezera, kjer sta Radisson in Groseilliers preživela zimo 1658-59. Ta nova lokacija ni povsem ugajala Dakoti, vendar so jo zaenkrat tolerirali. Vendar Irokezi niso dolgo potrebovali, da so izvedeli, da so se njihovi sovražniki zbrali na enem mestu in so prišli za njimi. Chequamegon je bil pač malo predaleč. Leta 1662 so Wyandot, Ojibwe, Nipissing in Ottawa odkrili veliko irokeško vojno skupino pri Iroquois Point (zahodno od Sault Ste. Marie) in jih uničili. Irokezi nikoli več niso poskusili drugega napada, medtem ko so ostali na Gornjem jezeru, in Wyandot so končno našli zatočišče izven njihovega dosega. Toda Dakota so bili prav tako nevarni kot Irokezi in so izgubljali potrpljenje z Wyandot in Ottawa, ki so jih imeli za vsiljivce. Še huje za plemena, navajena, da se preživljajo s kmetijstvom, je kratka rastna doba in tanka prst na južni obali Gornjega jezera oteževala, če ne onemogočala, gojenje koruze. Po zgodnji zmrzali, ki je uničila njihovo koruzo, je 500 Wyandot in Ottawa umrlo od lakote pozimi 1661-62.
Čeprav so Irokezi še naprej prodirali skozi dolino Ottawa do poznih 1660-ih, je niso zasedli in niso mogli ustaviti konvojev. Francozi so leta 1664 končno sklenili, da bodo potrebni resni ukrepi za spopad z Irokezi. Francoski kralj je prevzel neposreden nadzor nad Kanado in poslal markiza de Tracyja z regimentom francoskih vojakov v Quebec. Hkrati je bila odpravljena prepoved potovanja v Velika jezera, kar je francoskim trgovcem in jezuitom omogočilo, da so šli na zahod in ponovno vzpostavili neposreden stik z Wyandot in Ottawa. V naslednjih letih je bilo v zahodnih Velikih jezerih zgrajenih več stalnih trgovskih postojank in misijonov. Oče Claude-Jean Allouez je leta 1665 prispel v Chequamegon in ustanovil misijo La Pointe de St. Espirit za Wyandot in Ottawa. Štiri leta kasneje je v tej misiji služil tudi oče Jacques Marquette. Stvari so se v Quebecu dramatično spremenile po prihodu rednih francoskih vojakov. Irokezi so nadlegovali francoske naselbine in (kot je bilo pričakovati) napadali Hurone v Loretteu. Vojaki so se morali naučiti veliko lekcij o indijanskem bojevanju, toda do leta 1666 so začeli vrsto napadov na irokeško domovino. Irokezi, ki so se pripravljali na vojno proti Susquehannockom, so leta 1667 pristali na mir.
Med Francozi in Irokezi je bilo že več pogodb, vendar je bila ta pomembna, ker se je razširila na domorodne zaveznike Francozov, vključno s tistimi v zahodnih Velikih jezerih. To so izkoristili številni francoski trgovci in misijonarji, ki so potovali na zahod. Trgovina se je nadaljevala in s posredovanjem v sporih med algonkinskimi begunskimi plemeni v Wisconsinu in zgornjem Michiganu so Francozi uspeli končati kaos v regiji in organizirati obrambo proti Irokezem. Mir iz leta 1667 je končal tudi prizadevanja Irokezov za uničenje Wyandotov. Čeprav so Irokezi leta 1671 požgali jezuitsko misijo v Mackinacu, niso bili več resna grožnja, in z novo vojno, ki se je obetala z Dakoti leta 1672, je oče Marquette uspel prepričati Wyandote in Ottawe, da zapustijo Chequamegon in se preselijo vzhodno blizu njegove nove misije v St. Ignaceu. Zaščiteni na tej lokaciji s strani Ojibwejev, so se Wyandoti in Ottawe začeli širiti proti jugu v severni del spodnjega Michigana.
Irokezi so potrebovali osem dolgih let, da so premagali Susquehannocke, toda po letu 1676 se je njihova pozornost spet obrnila na zahod. Ustanovitev nove trgovske postaje s strani Roberta La Sallea v deželi Illinois je povzročila, da so lovci iz Illinoisa prodirali na vzhod v spodnji Michigan in Indiano (zemljo, ki so jo Irokezi zahtevali po pravici osvojitve). Irokeški protesti so leta 1680 privedli do umora senekškega poglavarja v Mackinacu in s tem se je mir končal in začela se je druga faza bobrovih vojn. Seneki so tisto jesen napadli in skoraj uničili Illinoise. Drugi napad je prišel naslednje leto, toda leta 1684 Irokezi niso uspeli zavzeti Fort St. Louisa na reki Illinois, kar velja za prelomnico bobrovih vojn. Bojevanje je bilo sprva omejeno na deželo Illinois, ki je bila daleč južno od zgornjih Velikih jezer, toda Wyandoti in Ottawe v Mackinacu so bili vpleteni v boje kot francoski zavezniki.
Potem ko so bili Irokezi poraženi v Illinoisu, so Francozi poskušali organizirati zavezništvo proti Irokezem, vendar je bila njihova prva ofenziva slabo organizirana in je propadla. Joseph La Barre, guverner Kanade, je panično podpisal pogodbo z Irokezi, s katero jim je prepustil večino dežele Illinois. Hitro ga je zamenjal Jacques-Renede Denonville, ki je zavrnil La Barrejev sporazum, okrepil francoske utrdbe, organiziral zavezništvo algonkinskih plemen Velikih jezer (vključno z Wyandoti) in ga oskrbel z orožjem in strelivom. Tik pred začetkom vojne kralja Williama (1688-97) med Britanijo in Francijo je zavezništvo začelo ofenzivo, ki je do leta 1690 Irokeze potisnila v obrambo in jih hitro prisilila k umiku nazaj čez Velika jezera v njihovo domovino v New Yorku.
Ko se je vojna med Britanijo in Francijo leta 1695 bližala koncu, so Wyandoti in Ottawe postali zaskrbljeni, da bodo Francozi opustili zavezništvo in sklenili ločen mir z Irokezi. Na robu poraza so Irokezi poskušali vse, kar so si lahko zamislili, da bi oslabili zavezništvo. Vzpostavljeni so bili tajni stiki z Wyandoti in Ottawe, ki so jim ponujali mir in dostop do britanskih trgovcev v Albanyju, New York. Kot prvotni francoski trgovski partnerji so bili Wyandoti in Ottawe "najstarejši otroci" Onontia, francoskega guvernerja Kanade in kot taki najpomembnejši člani francoskega zavezništva. Kot edini član zavezništva, ki je govoril irokeško, so imeli Wyandoti sorodnike med Irokezi, zato je bila ponudba zagotovo mamljiva. Kljub temu so Wyandoti zavrnili in bojevanje se je nadaljevalo do leta 1701, ko je bila sklenjena formalna mirovna pogodba med francoskim zavezništvom in Irokeško ligo.
Medtem so Francozi in njihovi zavezniki prevzeli nadzor nad vedno večjim delom Velikih jezer. Zaradi bobrovih vojn je bil velik del tega območja po letu 1650 nikogaršnja zemlja in z malo ali nič lova se je populacija bobrov opomogla. Medtem ko se je vojskovanje nadaljevalo, je krzno v Montreal pritekalo v neprimerljivih količinah in kmalu povzročilo presežek na evropskem trgu z drastičnim padcem cen. Ko so dobički padli, se je francoski kralj odločil, da je končno čas, da prisluhne jezuitskim pritožbam o korupciji, ki jo je trgovina s krznom povzročala med domorodnimi ljudstvi, in leta 1696 izdal kraljevo razglasitev, ki je prekinila trgovino s krznom v Velikih jezerih.
Trgovske postaje so se zaprle, Francozi pa so začeli zapuščati zahodna Velika jezera. Nič ne bi moglo bolj razveseliti jezuitov, toda ob opazovanju razpadanja njihovega zavezništva in izmikanja sadov vojaške zmage so Francozi v Kanadi prosili svojo vlado za pomoč. Z britanskimi in irokeškimi trgovci, ki so resno prodirali med njihove zaveznike, in približevanjem vojne kraljice Ane (1701-13), je bilo končno dano dovoljenje za ustanovitev ene same nove postaje za ohranitev zvestobe plemen Velikih jezer. 
Odgovornost je bila dodeljena Antoinu de la Mothe Cadillacu, poveljniku v Mackinacu, in junija 1701 je prispel v Detroit, da bi zgradil Fort Ponchartrain. Tako kot so jezuiti sovražili trgovino s krznom, je Cadillac preziral jezuite in njihove misije, zato je s posebnim veseljem prosil Wyandote in Ottawe, naj zapustijo misijo St. Ignace v Mackinacu in se preselijo na jug v Detroit. Ko so zadnji Wyandoti leta 1704 zapustili Mackinac, so jezuiti zaprli svojo misijo in se vrnili v Quebec.
Če bi Cadillac omejil svoje povabilo samo na Wyandote in Ottawe, bi bile stvari morda drugačne. Namesto tega je povabil skoraj vsa plemena zavezništva, da se preselijo v Detroit, kar je preobremenilo razpoložljive vire v bližini. Ko so se Wyandoti, Ottawe, Ojibwe, Peoria (pleme Illinois), Potawatomi in Miami zgrinjali na območje, so se napetosti povečale. S prihodom 1.000 Foxov, Kickapoojev in Mascoutenov leta 1710 so rivalstva eksplodirala v napad Foxov na Fort Ponchartrain in državljansko vojno med člani zavezništva (Foxove vojne 1712-16 in 1728-37). Po smrti Ludvika XIV. leta 1715 so bile trgovinske omejitve odpravljene. Francozi so uspeli zatreti upor Foxov, zgraditi nove postaje in ponovno zasedli mnoge svoje stare. Vendar je bilo to premalo in prepozno. Francozi so morda premagali Irokeze v vojni, toda med mirom, ki je sledil, je Liga skoraj uničila Francoze z ponudbo visokokakovostnega in poceni britanskega trgovskega blaga svojim zaveznikom.

### Zgodovina po letu 1701
Wyandoti so podpirali Francoze v vojni proti Foxom, vendar so zaradi že omenjenih razlogov ugotovili, da so irokeške ponudbe trgovine privlačne in pri tem niso bili sami. Britanska trgovina s francoskimi zavezniki je hitro rasla, še posebej potem, ko so Irokezi dali dovoljenje Britancem, da odprejo trgovsko postajo v Oswegu v svoji domovini. Wyandoti in Ottawe so bili redni obiskovalci in do leta 1728 je 80% bobrov, s katerimi se je trgovalo na trgu v Albanyju, prihajalo od francoskih zaveznikov. Francozi so se zavedali, kaj se dogaja in leta 1730 so Wyandote pozvali, naj zapustijo Detroit in se preselijo v Montreal, da bi jih obdržali stran od Irokezov in Britancev. Wyandoti so se odločili ostati blizu Detroita, vendar so se nekatere skupine preselile na jug v Ohio in se naselile ob južni obali jezera Erie in na ravnicah Sandusky, kar je postavilo temelje za stoletje vojne za nadzor nad Ohiom.
Takrat je bil Ohio prazen, tam ni živel nihče in zaradi tega je bil še posebej privlačen, ne le zaradi svoje bogate kmetijske zemlje, ampak tudi zaradi lova, saj v preteklih 50 letih praktično ni bilo človeških naselij. Irokezi so si ga lastili po pravici osvojitve Eriejev, Shawneejev, Kickapoojev in več plemen, katerih imena so se izgubila, ker so izginila med bobrovimi vojnami pred evropskim stikom. Liga je iz istega razloga zahtevala tudi Kentucky in celotno dolino Ohia zahodno do reke Illinois. To je bilo videti preprosto, vendar je nadaljevanje morda zmedeno. Britanci so zahtevali tudi Ohio, saj so bili Irokezi pod njihovo zaščito po pogodbi iz Ryswicka (1697), ki je končala vojno kralja Williama med Britanijo in Francijo. Potrebno je bilo nekaj časa, preden so Irokezi (ali kdorkoli drug) lahko razumeli, kako je sporazum, podpisan v Evropi med evropskimi kralji, Britancem dal pravico do irokeške zemlje. Medtem so obstajale rivalske zahteve Virginije in Pensilvanije do britanske zahteve irokeške zahteve. Francoska zahteva je bila manj zapletena: raziskovanje območja v 1660-ih in njihov vojaški poraz Irokezov. Ni bilo omenjeno nobeno zahtevanje domorodnih zaveznikov Francozov, ki so dejansko izvajali boje.
S skupnim soglasjem je bil Ohio leta 1730 obravnavan kot del irokeške domene in v upanju, da bi Wyandote odvrnili od francoskega zavezništva in jih privabili v svojo "zavezniško verigo" z ponudbo britanske trgovine, Liga ni nasprotovala, ko so se Wyandoti začeli premikati proti jugu v severnem Ohiu. V nekaj letih so Sandusky Wyandoti redno obiskovali irokeške svete in so bili obravnavani kot predstavniki Lige v Ohiu, položaj, ki je le še povečal ugled, ki so ga Wyandoti že uživali v francoskem zavezništvu kot "najstarejši otroci" Onontia. Vendar pa Wyandoti nikoli niso postali lutka Lige in Ohio je hitro zdrsnil iz irokeškega nadzora. Od 1720-ih so neodvisne skupine irokeških lovcev začele zapuščati irokeške vasi in se naseljevati v vzhodnem Ohiu. Večinoma so bili ti Ohio Irokezi (Mingo) potomci Huronov, Eriejev, Nevtralcev in Tionontatijev, ki so bili prisilno vključeni v Irokeze v 1650-ih. Čeprav Liga ni nasprotovala njihovi prisotnosti v Ohiu, dokler so se pretvarjali, da priznavajo njeno avtoriteto, so bili Mingi dejansko neodvisni od njenega nadzora. Do konca 1730-ih je število Mingov v Ohiu postalo pomembno.
Hkrati so se velike skupine Delaware in Shawnee naveličale irokeške dominacije in prenatrpanih razmer v svojih vaseh ob reki Susquehanna v vzhodni Pensilvaniji in so se začele samostojno preseljevati na zgornji tok reke Ohio v zahodni Pensilvaniji. V 1740-ih so jim Wyandoti dovolili, da se naselijo tudi zahodno v Ohiu. Ta plemena so bila tudi nominalni člani "zavezniške verige", čeprav je bil pomemben razlog za njihov odhod iz Susquehanne, da se osvobodijo te ureditve. Kmalu so se jim pridružile majhne skupine Mahicanov, Abenakov in novoangleških Algonkinov, ki so imeli še manj zvestobe Ligi. Medtem so se skupine Miamijev (francoski zaveznik) preselile vzhodno v zahodni Ohio, da bi dobile boljši dostop do britanskih trgovcev. V zelo kratkem času je Ohio zasedlo na tisoče domorodnih Američanov, ki so živeli v mešanih vaseh in niso imeli niti najmanjše zvestobe niti Irokezom, Britancem, Francozom ali ameriškim kolonistom, ki so zahtevali zemljo, na kateri so živeli.
Leta 1738 je Orontony (Nicholas), poglavar Wyandotov iz Detroita, zavrnil sodelovanje v napadu proti Cherokeejem (britanskim zaveznikom) južno od reke Ohio. Orontony je šel še dlje in pomagal Cherokeejem pri zasedi detroitske vojne skupine, kar mu je prineslo trajno sovraštvo Ottaw, Ojibwejev in drugih Wyandotov blizu Detroita. Wyandoti so bili na robu državljanske vojne, vendar so posredovale klanske matere, da bi preprečile, da bi Wyandoti ubijali Wyandote. Ko drugi Wyandoti iz Detroita niso dovolili Ottawam, da kaznujejo Orontonyja, je nastali spor končal sto let tesnega sodelovanja med njimi. Orontony in njegovi privrženci so zapustili Detroit, da bi ustanovili novo vas na spodnji reki Sandusky v Ohiu. Do leta 1740 je odprto trgoval z Britanci in spodbujal Wyandote blizu Detroita, da storijo enako. Z izbruhom vojne kralja Jurija (1744-48) so Wyandoti iz Detroita, Ojibweji, Ottawe in Potawatomi so poslali svoje bojevnike na vzhod, da bi pomagali Francozom braniti Montreal pred pričakovano britansko invazijo. Vendar pa sta Sandusky Wyandoti in Mingo ostala nevtralna.
Medtem je Orontony okrepil svoje vezi z Britanci. Leta 1745 je sklenil ločen mir z Britansima zaveznikoma Cherokeei in Chickasawi. Prav tako je dovolil pensilvanskim trgovcem, da zgradijo utrdbo blizu njegove vasi. Do leta 1747 se je francosko zavezništvo razpadalo, potem ko je britanska blokada Kanade prekinila pretok francoskega trgovskega blaga. To je okrepilo konkurenco britanskih trgovcev, in poskusi Francozov, da bi to preprečili, so stvari le poslabšali. Orontony, spodbujen s strani Britancev, je organiziral zaroto proti Francozom in leta 1748 požgal njihovo trgovsko postojanko v Sanduskyju. Ko se je premaknil proti Detroitu, so se Detroit Wyandot zavrnili, da bi se mu pridružili in v strahu pred povračilnimi ukrepi sta Orontony in njegovi privrženci zapustili svoje vasi in se preselili na zahod k reki White River v Indiani. Orontony je nadaljeval prizadevanja za oblikovanje zavezništva z Ottawami, Ojibweji in Miamiji, da bi se uprli Francozom in njegovi privrženci se niso vrnili v svoje stare vasi do njegove smrti. Leta 1750 so Francozi zgradili utrdbo v Sanduskyju, da bi omejili trgovanje Wyandotov z Britanci.
Upor Wyandotov, njihovega najpomembnejšega zaveznika, je povzročil šok po Novi Franciji. Leta 1749 je bil Pierre-Joseph Céloron poslan v Ohio, da bi izgnal britanske trgovce in označil mejo francoske posesti s svinčenimi ploščami. Njegov sprejem pri plemenih Ohia je bil hladen, skoraj sovražen, saj niso priznavali francoske posesti na tem območju. Druga odprava leta 1751, ki jo je vodil Chabert de Joncaire, je naletela na podoben odziv in poglavar Mingo ga je vprašal, s kakšno avtoriteto Francija zahteva zemljo, ki pripada Irokezom. Soočeni z novim uporom, so se Francozi lahko zanašali le na podporo plemen v Detroitu in Mackinacu, vendar so Detroit Wyandot sami razmišljali o trgovanju z Britanci in niso imeli želje po boju s plemeni Ohia. Razmere so se zaostrile med epidemijo črnih koz, ki je leta 1751 zajela Velika jezera in dolino Ohia. Junija 1752 je Charles Langlade, mešanec Métis, vodil 250 bojevnikov Ojibwe in Ottawa iz Mackinaca v napad na britansko trgovsko postojanko in vas Miami v Pickawillanyju (Piqua, Ohio).
Nato so Francozi znižali cene, povečali dobavo trgovskega blaga in začeli graditi vrsto utrdb, namenjenih blokiranju britanskega dostopa do Ohia. Upor znotraj njihovega zavezništva je propadel. Wyandot so leta 1752 obnovili svoje napade na Chickasaw in do julija naslednjega leta so Miami, Potawatomi in Sauk prenehali trgovati z Britanci. Vendar pa plemena Ohia (Mingo, Delaware in Shawnee) še vedno niso hotela priznati francoske zahteve in so želela nadaljevati svoje trgovanje z Britanci. Ker so nove francoske utrdbe videli kot poskus, da bi jih spravili pod francoski nadzor, so se obrnili na Irokeze in Britance, da bi to preprečili. Leta 1754 je Virginija poslala čete pod poveljstvom 23-letnega majorja milice (George Washington), da bi zahtevala, da Francozi odstranijo svoje utrdbe. Posledični spopad je sprožil francosko in indijansko vojno (1755-63).
Po Washingtonovem neuspehu so Britanci začeli zbirati veliko vojsko pod generalom Edwardom Braddockom, da bi zavzeli Fort Duquesne (Pittsburgh). Ko so se zbirali vojni oblaki, so člani zavezništva (vključno z Wyandoti) podprli Francoze, vendar bi morala biti plemena Ohia (Mingo, Delaware in Shawnee) britanski zavezniki ali vsaj nevtralna. To je bilo tako, dokler niso izvedeli, da so Irokezi na konferenci v Albanyju leta 1754 prepustili Ohio Britancem. Takrat so zapustili Britance in Irokeze ter izjavili, da Ohio pripada ljudem, ki tam živijo. Vendar se še vedno niso takoj obrnili na Francoze. Julija 1755 se je Braddockova vojska premaknila proti Fort Duquesne, le da jo je v gozdu premagala mešana sila francoskih in domorodnih zaveznikov iz Kanade in Velikih jezer. Vodja domorodcev je bil Alhanase, huronski vojni poglavar iz Lorette. Nato so v vojno vstopili bojevniki Delaware in Shawnee ter v neposrednem kljubovanju Irokezom napadli britanske obmejne naselbine v Pensilvaniji in Virginiji. Wyandoti in drugi francoski zavezniki so odšli na vzhod, da bi se borili v francoskih kampanjah v severnem New Yorku.
Ko so se bojevniki Velikih jezer vrnili iz obleganja Fort William Henry leta 1757, so se pozimi 1757-58 po Velikih jezerih razširile črne koze, kar je precej končalo nadaljnje sodelovanje zavezniških plemen v vojni. Z zavzetjem Quebeca in Fort Niagare leta 1759 je bila vojna v Severni Ameriki končana. Ko se je Montreal predal, so Britanci leta 1760 zasedli Detroit in le dežela Illinois je ostala pod francosko kontrolo do leta 1765. Člani francoskega zavezništva so se morali dogovoriti z Britanci in leta 1761 so se strinjali, da se srečajo v Detroitu s sirom Williamom Johnsonom, britanskim indijanskim komisarjem. To je bila velika konferenca, ki so se je udeležili Irokezi, Wyandoti, Delaware, Shawnee, Mohicani, Kickapoo, Miami, Ojibwe, Mingo, Ottawa in Potawatomi. V skladu s tradicijo starega francoskega zavezništva so bili Wyandoti postavljeni za varuhe sveta.
Johnson si modro ni želel spreminjati preteklih odnosov, temveč jih le prilagoditi britanski oblasti. Žal pa je imel Lord Jeffrey Amherst, njegov nadrejeni in britanski poveljnik v Severni Ameriki, drugačne ideje. Amherst je nekdanje francoske zaveznike obravnaval kot osvojeno ljudstvo, zato je zvišal cene trgovskega blaga in omejil dobavo smodnika. To je bila katastrofa. Po 150 letih trgovanja so domorodci postali odvisni od evropskega blaga. Napetosti so se povečale in poslabšane zaradi slabih letin in epidemije leta 1762, so leta 1763 izbruhnile v Pontiacov upor. Wyandoti so se neradi pridružili Pontiacu in napadli britansko utrdbo v Sanduskyju, a ko se je obleganje Detroita vleklo, so bili Wyandoti iz Detroita med prvimi, ki so Britance prosili za mir. Pontiac je oktobra podpisal predhodno premirje z britanskim poveljnikom v Detroitu in se umaknil v Indiano. Avgusta 1764 so Wyandoti iz Ohia sklenili mir z Britanci in podpisali pogodbo iz Presque Isle. Wyandoti iz Detroita so sledili septembra.
Med francosko in indijansko vojno je Pensilvanija enostransko preklicala irokeško odstopanje Ohia na konferenci v Albanyju leta 1754, kar je bil pomemben dejavnik pri pomanjkanju odpora, s katerim so se Britanci srečali, ko so leta 1760 zasedli dolino Ohia. Po Pontiacovem uporu so Britanci leta 1763 ustavili naseljevanje zahodno od Apalačev. Vendar pa so se, soočeni z naraščajočim nezadovoljstvom v ameriških kolonijah, leta 1768 začeli pogajati z Irokezi, da bi odprli Ohio za naseljevanje. Po pogodbi iz Fort Stanwixa so ameriški pionirji (Long Knives) preplavili zahodno Pensilvanijo, Kentucky in vzhodni Ohio. Zavezništvo je propadlo z neuspehom Pontiacovega upora, vendar so se Shawnee, ki so se leta 1754 naučili, da se ne zanašajo na Irokeze, leta 1769 začeli pogajati o zavezništvu z Illinoisi, Wea, Piankashaw, Miami, Kickapoo, Potawatomi, Wyandot, Ottawa, Delaware, Mascouten, Ojibwe, Cherokee in Chickasaw. Srečanja so potekala v Scioti leta 1770 in 1771, vendar so grožnje Williama Johnsona z vojno z Irokezi ohranjale plemena razdeljena in Shawnee, Delaware in Mingo so bili prisiljeni stati sami proti "Long Knives" med vojno Lorda Dunmoreja (Cresapa) (1774).
Z začetkom ameriške revolucije leta 1775 so Britanci končali svojo nevtralnost v boju med "Long Knives" in plemeni Ohia ter spodbujali Indijance k napadom na ameriške naselbine v Kentuckyju in Pensilvaniji. Shawnee so bili pri tem najaktivnejši, vendar so prejemali vse večjo podporo od plemen Detroita in Ohia. Septembra 1777 je sila 400 Wyandotov, Mingov in Shawneejev napadla Fort Henry (Wheeling, Zahodna Virginija) in požgala bližnje naselje. Naslednje leto so Wyandoti poglavarja "Half Kinga" izvedli lažni napad na Fort Randolph (Point Pleasant, Zahodna Virginija) in nato napadli naselja ob reki Kanawha. Napadli so tudi utrdbo blizu Fort Uniona in se kasneje pridružili britanski odpravi kapitana Henryja Birda, ki je leta 1780 opustošila naselja v Kentuckyju. Marca 1782 je milica iz Pensilvanije pobila 90 krščanskih Delawarejev v moravski misiji v Gnadenhuettnu (Ohio). Med žrtvami so bili moški, ženske in več kot 30 otrok,in to nesmiselno dejanje je boju dodalo grenko noto maščevanja. Junija je bila ameriška sila pod poveljstvom polkovnika Williama Crawforda poslana, da napade vasi Sandusky. Poražen od združenih sil Delawarejev in Wyandotov, je bil Crawford ujet s strani Wyandotov. "Half King" ga je predal Delawarejem, ki so ga sežgali na grmadi v maščevanje za moravske Delawareje, ubite v Gnadenhuettnu.
Ob koncu revolucionarne vojne leta 1783 so imeli Wyandoti le 100 bojevnikov. Britanci so prosili svoje zaveznike, naj prenehajo z napadi, vendar je bilo malo možnosti za to. Grenki boji med plemeni Ohia in Long Knives so dobili lastno življenje, izven nadzora Britancev ali Združenih držav. Bojevniki, ki so se borili za Ohio, so bili odločeni, da Američane zadržijo zunaj in Long Knives niso menili, da mir z Britanijo vključuje "Indijance", zato so se boji nadaljevali. Nova ameriška vlada je morala prodati zemljo v Ohiu, da bi poplačala svoje dolgove iz vojne in Britanci, ki so to vedeli, so videli priložnost, da si povrnejo svoje kolonije z gospodarskim propadom in so zavrnili umik iz svojih utrdb v dolini Ohia, dokler Američani niso plačali obveznosti britanskim lojalistom, ki jih je zahtevala mirovna pogodba.
Rešitev Long Knives za to slepo ulico je bila preprosta. George Rogers Clark, čigar zmage so Američanom dale dolino Ohia, je prosil za pooblastilo za zbiranje vojske in osvojitev vseh Indijancev. Kongres se mu je zahvalil za pretekle storitve, vendar je vljudno zavrnil. Soočeni z invazijo na Ohio, ki bi lahko ogrozila Kanado, so Britanci spodbujali oblikovanje novega zavezništva proti Američanom. Oblikovano je bilo na srečanju v vaseh Sandusky pri Wyandotih leta 1783. Čeprav se Britanci niso udeležili sami, so pripeljali poglavarja Mohawk Joseph Branta iz Kanade, da bi govoril in obljubil njihovo podporo. Pridružili so se: Mingo, Wyandot, Miami, Delaware, Shawnee, Kickapoo, Sauk, Ottawa, Ojibwe, Potawatomi in Chickamauga (Cherokee). Prvi svetovni ogenj je bil v Wakatomici (Shawnee), vendar so ga Američani leta 1786 požgali. Kasneje istega leta je bil svetovni ogenj prestavljen v vas Wyandot Brownstown (južno od Detroita).
Ker so se želeli izogniti dragi vojni, so Američani leta 1784 pogajali o drugi pogodbi iz Fort Stanwixa z Irokezi, ki je potrdila njihovo prejšnjo odstopitev Ohia. Naslednji korak je bil doseči dogovor s plemeni Ohia, vendar bi bilo to težko, saj Američani niso hoteli priznati zavezništva, ki je bilo oblikovano v Sanduskyju prejšnje leto. Pogodba iz Fort MacIntosha (1785) je bila podpisana z Wyandoti, Ottawami, Ojibweji in Delawareji, kjer so se strinjali z ameriško suverenostjo nad Ohiom v zameno za mejo z belo naselitvijo. "Half King" je podpisal za Wyandote, vendar je kasneje preklical dogovor. Leta 1786 je bila podobna pogodba podpisana s Shawneeji v Fort Finneyju (Greater Miami Treaty), vendar sta bila oba dogovora obsojena na propad. Poglavarji, ki so podpisali, niso predstavljali soglasja zavezništva in še preden je kongres uspel prodati zemljiške pravice v Ohiu podjetju Ohio Company in sindikatu iz New Jerseyja, so ameriški pionirji preplavljali Ohio in se naseljevali na zemljiščih zunaj dogovorjenih meja. Leta 1785 je bilo severno od Ohia 12.000 belih naseljencev in general Josiah Harmar, ameriški vojaški poveljnik, jim ni mogel preprečiti, da bi posegali na domorodne dežele, niti jih odstraniti, ko so bili tam.
Boji so se nadaljevali leta 1786. Ko se je zavezništvo tisto jesen sestalo na svetu, je bilo odločeno, da se zahteva reka Ohio kot meja. Dogovorjeno je bilo premirje, da bi Američanom dali čas za odziv, toda ko je sporočilo julija doseglo kongres, so se boji že nadaljevali. Američani so zadnjič poskušali preprečiti vojno in rešiti spor s pogodbo. Decembra 1787 je Arthur St. Clair zaprosil za srečanje v Fort Harmarju pri slapovih reke Muskingum v Ohiu. Zveza se je strinjala in se odločila, da se bo zadovoljila z Muskingumom kot mejo. Vendar pa je prišlo do precejšnjega nesoglasja in ameriške vojake, ki so gradili hišo sveta za srečanje, so julija 1788 napadli bojevniki Ottawa in Ojibwe. Joseph Brant se je vrnil v sveta zveze in zahteval, da zavrnejo vse pogodbe, ki so odstopale kateri koli del Ohia. Shawnee in Miami so se strinjali, vendar se je Tarhe, poglavar Wyandot, odločil za pogajanja in uspel prepričati Delaware, Ottawa, Potawatomi in Ojibwe, da se mu pridružijo.
Pogodba iz Fort Harmarja je bila podpisana januarja 1789, s katero so se strinjali, da bo Muskingum meja naselja, vendar so Wyandot in drugi zmerneži znotraj zveze izgubili nadzor. Do poletja so Shawnee in Miami, z britansko podporo, dosegli soglasje in nato prevladovali v zvezi. Jeseni so Shawnee prosili Irokeze, naj se jim pridružijo v boju za Ohio. Irokezi so imeli že dovolj težav z obrambo svoje domovine pred naseljevanjem in so zavrnili. Po tem niso imeli več vpliva med plemeni Ohia. Medtem, ko so se ameriški naseljenci še naprej širili, so Združene države ratificirale ustavo, ki je ustvarila novo obliko vlade. Njen prvi predsednik je bil vojni junak in kmet iz Virginije, ki je imel svoje osebno premoženje vloženo v zemljo ob reki Ohio – George Washington.
Medtem, ko je Washington oblikoval svojo administracijo in se odločal, kako prevzeti njihove dežele v Ohiu, so bili Wyandot v Kanadi pod britanskim pritiskom, da se odrečejo zemljiščem v jugozahodnem Ontariu za preselitev ameriških torijev, ki jih je izpodrinila revolucionarna vojna. Maja 1790 so podpisali pogodbo z Alexandrom McKeejem, s katero so odstopili svoja zemljišča vzhodno od Detroita v zameno za dva rezervata: majhen del nasproti Detroita in večjega v Anderdonu ob reki Canard blizu Amherstburga. Washington se je končno odločil, da bo Ohio prevzel s silo in ukazal generalu Harmarju, naj se premakne proti zvezi. Oktobra je bila Harmarjeva vojska močno poražena med poskusom prečkanja zgornje reke Wabash v severovzhodni Indiani. Washington, ki je bil vročega temperamenta, je Harmarja zamenjal z Arthurjem St. Clairom, toda novembra 1791 je bila St. Clairova vojska skoraj uničena v zahodnem Ohiu. S 600 mrtvimi in 400 ranjenimi je bil to najhujši poraz, ki so ga kdajkoli zadali ameriški vojski staroselci.
Predvsem pa si je treba Washingtona zapomniti kot nekoga, ki se ni predal pred stisko. Leta 1792 je poslal Anthonyja Wayna, da prevzame poveljstvo v Ohiu. Američani so ga poznali kot "Norega Anthonyja", Indijanci pa so ga klicali "Črna kača", ker je kot črna kača Wayne mirno sedel in potrpežljivo čakal na pravi trenutek za napad. Wayne je uril vojsko rednih vojakov, medtem ko je gradil vrsto utrdb, usmerjenih naravnost v srce zveze v severozahodnem Ohiu. Medtem ko so poglavarji zveze nervozno opazovali Waynov počasen, metodičen pristop, so ameriški komisarji ponudili mir. 
Britanci so ponovno pozvali k odporu in Shawnee so ubili dva ameriška predstavnika na poti na konferenco z zvezo. Vendar pa se je zveza začela razpadati. Lahko bi postavila 2.000 bojevnikov, vendar je imela težave z njihovo prehrano v daljšem obdobju in Wayne je vsekakor podaljševal konflikt. Leta 1792 so plemena Wabash (Peoria, Piankashaw, Kickapoo in Wea) podpisala pogodbo z Američani, zaradi česar so zapustila zvezo in ostala nevtralna. Fox in Sauk sta se prav tako umaknila hkrati.
Julija 1793 so se ameriški komisarji zadnjič srečali z zvezo. Sprva so le Wyandot, Shawnee in Miami podpirali nadaljevanje vojne, medtem ko so bili drugi neodločeni. Končno se je večina odločila za boj in sestanek se je končal. Oktobra je Wayne prejel ukaz, naj začne napredovati proti severu iz Fort Washingtona (Cincinnati). Eden od Waynovih oskrbovalnih prateev je bil uničen pri Ludlow Springu, vendar se je uveljavil v Fort Greenvilleu (80 mi (130 km) severno od Cincinnatija). Ko se je bližal čas soočenja, so se v zavezništvu pojavili dvomi in Shawnee poglavar "Blue Jacket" je začel ločena pogajanja. Začetek Waynovega napredovanja je morda igral vlogo tudi pri britanski odločitvi, da končno zapre svoje utrdbe na ameriškem ozemlju in doseže sporazum z Združenimi državami. Po neuspešnem obupnem napadu na Američane pri Fort Recoveryju je imelo zavezništvo avgusta 1794 le 700 bojevnikov, da se sooči z Waynovo legijo pri Fallen Timbers. Po bitki so se umikajoči se bojevniki zatekli k Britancem v Fort Miami, vendar so jim ti zaprli vrata pred nekdanjimi zavezniki.
Waynova vojska je prikorakala naravnost do britanske utrdbe, vendar ni napadla. Nato so Američani požgali več bližnjih indijanskih vasi in uničili njihove zaloge hrane. Nato se je Wayne vrnil v Fort Greenville in čakal. Po lačni zimi je zavezništvo sklenilo mir. Ker se niso mogli več zanašati na britansko pomoč proti Američanom, so Wyandoti in druga plemena leta 1795 podpisali pogodbo iz Fort Greenvillea, s katero so odstopili celotno Ohio razen severozahoda. To je Wyandotom omogočilo, da so ostali v Sanduskyju in Detroitu in Cranetown je bila edina njihova vas, ki jo je bilo treba preseliti, da bi ustrezala pogodbeni črti iz Greenvillea. Po porazu po dolgi, grenki vojni je po letu 1795 v plemenih zavezništva nastopilo strašno obdobje socialne dezintegracije. Viski je postal velik problem in civilna oblast se je sesula. "Mirovni poglavarji" ("Walking-in-the-Water" je bil mirovni poglavar Wyandotov) so nadzorovali plemenske svete in so bili odločeni sodelovati z Američani. Čeprav je temu včasih pomagalo podkupovanje, so se večinoma trudili po svojih najboljših močeh in to je bilo na splošno nehvaležno delo, ki jih je prepogosto spravljalo v nevarnost pred lastnimi ljudmi.

### Zgodovina v 19. stoletju
Med posameznimi plemeni je bilo malo sodelovanja in poskus oživitve zavezništva v Brownstownu leta 1801 je propadel. Američani pa niso bili zadovoljni z zemljišči, pridobljenimi v Greenvilleu in so kmalu pritiskali za več odstopov. Leta 1805 so Wyandoti (tudi Delaware, Ottawa, Ojibwe, Shawnee in Potawatomi) podpisali pogodbo iz Fort Industryja, s katero so odstopili več zemlje in se strinjali z novo "stalno mejo". Čas je bil zrel za preobrat in upor. Tega leta se je med Shawnee pojavil prerok s sporočilom duhovne prenove, zavračanja belčevih trgovskih dobrin in viskija ter vrnitve k tradicionalnim načinom. Njegovo ime je bilo Tenskwatawa ("Odprta vrata"). Imel je več tekmecev za duhovno vodstvo in njegovi nauki so bili podobni Neolinu, preroku iz Delawaree plemena, čigar nova religija je dala zagon Pontiacovemu uporu leta 1763. Kar je Tenskwatawo delalo drugačnega, je bil njegov brat Tecumseh.
Tecumseh je bil spoštovan bojevnik, naravni vodja in očarljiv govornik. Popolnoma je nasprotoval nadaljnjim odstopom zemlje Američanom, prav tako pa je bil naklonjen oblikovanju zavezništva vseh plemen, celo nekdanjih sovražnikov, da bi to dosegel. Tecumseh je verskemu gibanju svojega brata dal politični namen, ki je bil neposredno nasproten avtoriteti mirovnih poglavarjev. Ko je Tenskwatawa leta 1806 napovedal sončni mrk, je njegovo gibanje pridobilo veliko privržencev v več plemenih. Zaradi njihovega pomembnega položaja v starem zavezništvu je bila podpora Wyandotov ključna za Tecumseha, vendar je imela nova religija grdo plat, ki je mnoge odtujila. Leta 1806 je Tenskwatawa obiskal vasi Wyandotov. Potem, ko je pridobil več spreobrnjencev, je prerok štiri ženske obsodil kot čarovnice. Le posredovanje poglavarja Wyandotov Tarheja je preprečilo njihovo usmrtitev. Podobni dogodki so se zgodili med Delawari s smrtonosnimi posledicami za obtožene. Kljub naraščajoči moči Tecumseha in njegovega brata so se odstopanja zemljišč nadaljevala. V pogodbi v Detroitu novembra 1807 so Wyandoti – skupaj z Ottawami, Ojibwami in Potawatomi iz Detroita – predali velik del jugovzhodnega Michigana. Druga pogodba leta 1808 je Američanom omogočila gradnjo ceste (Detroit do Columbusa, Ohio) skozi njihova ozemlja. Tecumseh je bil besen in je odpotoval v Kanado, kjer je prejel obljube o podpori Britancev. Leta 1809 so bile s pogodbama iz Fort Wayna in Vincennesa izvedene velike odstopitve zemljišč v južni Indiani in Illinoisu, Tecumseh pa je šel za mirovnimi poglavarji. Poleti 1810 je Wyandotskega poglavarja Leatherlipsa umoril Roundhead, Wyandotski poglavar iz Detroita, zvest Tecumsehu. Drugi Wyandoti na spodnjem Sanduskyju so ubili dve ženski kot čarovnici, kalumet in pasovi iz školjk zavezništva pa so bili preneseni iz Brownstowna v Tecumsehovo prestolnico v Tippecanoeju. Reakcija sveta v Brownstownu tisto jesen je bila, da so Preroka obsodili kot čarovnika.
Tecumseh nikoli ni dosegel več kot delne podpore med pomembnimi plemeni zavezništva, Wyandoti, Delaware in njegovim lastnim ljudstvom, Shawneeji. Njegova moč je ležala pri plemenih na zahodu, ki so bila del zavezništva, ki se je borilo proti plemenu Osage. Nenehno je potoval in poskušal pridobiti več podpore. Med enim od teh potovanj leta 1811 je guverner William Henry Harrison odkorakal na Tippecanoe. Tenskwatawa je ignoriral bratova navodila in ukazal napad na Harrisonovo vojsko ter izgubil. Tippecanoe je bil uničen, verodostojnost Preroka resno poškodovana, Tecumseh pa je moral ponovno zgraditi svoje zavezništvo. Pred izbruhom vojne leta 1812 je bilo malo časa. Tecumseh se je postavil na stran Britancev, vendar se je večina Wyandotov, Delaware in Shawneejev odločila ostati nevtralna. Michiganski Wyandoti pod Roundheadom pa so bili med Tecumsehovimi najzvestejšimi podporniki. Tarhe in njegovi privrženci so se borili za Američane. Razdelitev Wyandotov se je nadaljevala, dokler nista bila Tecumseh in Roundhead ubita v bitki pri Temzi (oktober 1813).
Nato se je vojna ob Velikih jezerih končala. Pro-britanski Wyandoti so ostali v Ontariu pri Anderdonu. Julija 1814 so se na drugi pogodbi v Greenvilleu Wyandoti, Delaware, Seneca (Mingo) in Shawnee, zvesti Američanom, strinjali, da bodo končali sovražnosti s plemeni, ki so se postavila na stran Tecumseha (Kickapoo, Miami, Ottawa in Potawatomi). Večje odstopitve zemljišč so prišle pozneje. Septembra 1817 so na pogodbi v Maumee Rapids (Fort Meigs) Wyandoti predali svoja preostala zemljišča v Ohiu v zameno za dva rezervata: velik rezervact na zgornjem Sanduskyju (12 krat 12 milj) in rezervat Cranberry (ena kvadratna milja). Ohio Delaware, Shawnee in Mingo so prejeli podobne majhne rezervacije. Naslednje leto so Wyandoti podpisali dve pogodbi v St. Marys. Prva je povečala Veliki rezervat v Ohiu (na 12 krat 19 milj) in dodala rezervat pri Big Springs za vse kanadske Wyandote, ki so se želeli vrniti v Združene države. V drugi pogodbi so michiganski Wyandoti predali Brownstown (prestolnico zavezništva) v zameno za rezervat na reki Huron.
Wyandoti niso imeli nadaljnjih odstopitev zemljišč, dokler kongres ni sprejel zakona o preselitvi Indijancev leta 1830. Nato so se začeli kopičiti pritiski, da bi prodali svoja zemljišča v Ohiu in Michiganu ter se preselili v Kansas. Ker so bila zemljišča Wyandotov zaščitena s pogodbo, je bil vladni načrt, da bi zmanjšali njihovo zemljiško bazo z izkoriščanjem frakcij znotraj Wyandotov. Leta 1832 so Wyandoti v rezervaciji Big Spring podpisali pogodbo iz McCutcheonsvilla, s katero so prodali svojo rezervat Združenim državam. To so bili predvsem kanadski Wyandoti, od katerih se je pričakovalo, da bodo vzeli denar in se vrnili v Kanado, vendar je sporazumu nasprotoval plemenski svet Sanduskyja, dokler niso bile sprejete določbe, da se Wyandoti iz Big Springa preselijo v Veliki rezervat in da se plačila izvedejo neposredno Wyandotskemu svetu. Sledil je štiriletni premor, preden so Wyandoti izgubili več zemlje. Leta 1836 so Ohio Wyandot podpisali še eno pogodbo, s katero so prodali rezervat Cranberry in 60 kvadratnih milj na vzhodni strani Velikega rezervata. Medtem so kanadski Wyandot predali velik del svojega rezervata vzhodno od Detroita.
Dve leti pozneje sta bila dva kongresnika iz Ohia imenovana za posebna agenta, da bi prepričala Wyandote, naj se strinjajo z odstranitvijo. Več delegacij Wyandotov je obiskalo Kansas in dogovorjeno je bilo, da bodo kupili zemljo od Shawneejev. Vendar senat pogodbe ni ratificiral in Wyandoti so ostali razdeljeni glede odstranitve do leta 1841. Novembra sta poglavar Wyandotov Summundewat in njegova celotna družina bila oropana in umorjena s strani dveh belcev, ki sta jih nahranila in jim nudila zatočišče. Morilca so ujeli, vendar nikoli niso bila preganjana. Neuspeh ameriških zakonov, da bi jih zaščitili, je prepričal Wyandote, da je čas za odhod. Marca 1842 so odstopili vsa svoja zemljišča v Ohiu in Michiganu in se strinjali, da se preselijo v Kansas, kjer naj bi prejeli nov rezervat v velikosti 148.000 hektarjev. Poleg tega naj bi jim bila izplačana polna vrednost izboljšav, narejenih na njihovih zemljiščih v Ohiu, 20.000 dolarjev za stroške preselitve in letna renta v višini 10.000 dolarjev. Prav tako so bili upravičeni do 35 odsekov nezahtevanih indijanskih zemljišč zahodno od Mississippija.
Julija 1845 je 664 Wyandotov (vključno s 25 iz Michigana in 30 iz Kanade) odšlo v Ohio s parnikom iz Cincinnatija. Ko so mimo groba Williama Henryja Harrisona, ki je gledal na reko Ohio, so Wyandoti v pozdrav izstrelili puškino salvo. Njihovi razlogi za to so lahko le ugibani. Ko so prispeli v Kansas, so Wyandoti odkrili, da Shawneeji niso želeli prodati in da niso imeli zemlje. Decembra so dosegli dogovor z Delawari, da kupijo (s svojim denarjem) 36 odsekov na vzhodnem koncu rezervata Delaware. Delawari so Wyandotom dali tudi tri dodatne odseke iz spoštovanja in hvaležnosti, ker so jim Wyandoti dovolili, da se naselijo v Ohiu v 1740-ih. Dogovor je bil odvisen od odobritve kongresa, vendar je obstajal dvom, da bo ta podan. Za varnost so Wyandoti zaprosili za zemljišča na reki Great Osage, vendar je bila ta zavrnjena, saj so bila zemljišča že dodeljena drugim plemenom. Vlada je prav tako poskušala oceniti vrednost izboljšav na njihovih zemljiščih v Ohiu na polovico njihove dejanske vrednosti.
Odobritev nakupa od Delawarov ni bila prejeta do leta 1848. Medtem so Wyandotski prostovoljci služili v ameriški vojski med mehiško vojno (1846-48). Leta 1849 je več drugih Wyandotov zapustilo Kansas, da bi se pridružilo kalifornijski zlati mrzlici. Osem let po pogodbi iz leta 1842 Wyandoti še vedno niso prejeli obljubljenih 148.000 hektarjev in so živeli na zemljiščih, kupljenih z lastnim denarjem. Leta 1850 je delegacija Wyandotov, poslana v Washington, D.C., predlagala novo pogodbo, po kateri bi postali državljani, sprejeli individualno dodelitev zemljišč, ki so jih kupili, in se odpovedali svoji zahtevi po 148.000 hektarjih, obljubljenih v zameno za 20.000 dolarjev. Pogodba je bila podpisana aprila, vendar je različica, ki jo je ratificiral senat, odstranila določbe o državljanstvu in dodelitvi. Odnos vlade se je spremenil po sprejetju zakona Kansas-Nebraska leta 1854.
Za pripravo poti za transkontinentalno železnico sta bila Kansas in Nebraska odprta za belo naseljevanje. Vendar je to zahtevalo razdelitev blokov zemljišč, dodeljenih s pogodbo indijanskim plemenom, preseljenim v Kansas z vzhoda Mississippija. Pogodba, ki so jo podpisali Wyandoti leta 1855, je končala njihov plemenski status, vendar jim je omogočila, da postanejo državljani tako, da prevzamejo svoja zemljišča v posamezno last. Njihova presežna zemljišča so bila prodana vladi za 380.000 dolarjev. Čeprav je bila pogodba odobrena z veliko večino, je precejšnja manjšina, ki je želela ohraniti svoj tradicionalni plemenski status in  plemensko vlado močno nasprotovala dogovoru. Večina je prevladala in Wyandoti so prenehali obstajati kot pleme. Poleg odprtja Kansasa za belo naseljevanje, je zakon o Kansasu in Nebraski razveljavil zahteve kompromisa iz Missourija in dovolil, da se vprašanje suženjstva v Kansasu odloči z "ljudsko suverenostjo". Ko so beli zanesenjaki s severa in juga preplavili Kansas, vprašanje suženjstva ni bilo odločeno z voljo večine, temveč z nasilnim predogledom državljanske vojne, znanim kot "Krvavi Kansas".
Plemeni Wyandot in druga plemena v Kansasu so se znašla sredi vojne belcev in so bila prisiljena izbrati stran. Večinoma so bili Wyandoti proti suženjstvu, več članov pa je bilo pomembnih v "Podzemni železnici", ki je pomagala črnim sužnjem pobegniti v Kanado ali na svobodno ozemlje. Do leta 1857 je imelo 200 Wyandotov (emigrantska ali indijanska stranka) dovolj koristi ameriškega državljanstva in so odšli na indijansko ozemlje, kjer so jim Seneki (Mingo) dovolili, da se naselijo na njihovih zemljiščih v severovzhodni Oklahomi. Po začetku državljanske vojne so konfederacijske čete zasedle indijansko ozemlje. Leta 1862 so preplavile rezervat Senekov. Zaradi svojih pro-unionističnih in protisuženjskih čustev so bili Wyandoti, ki so tam živeli, prisiljeni vrniti se v Kansas. Tam je indijanska stranka organizirala svoj plemenski svet in začela pogajanja z Oklahomskimi Seneki (tudi begunci, ki so živeli v Kansasu) za nakup dela njihovih zemljišč kot rezervata Wyandotov.
Po vojni se je indijanska stranka vrnila v Oklahomo. Zavrnila je ponudbe za spravo z državljansko stranko in zaprosila vlado za obnovitev njihovega plemenskega statusa. Splošna pogodba, podpisana leta 1867, je podelila priznanje in dovoljenje Oklahomskim Wyandotom za nakup 20.000 akrov (en aker je 0,40468 hektarja) med reko Neosho in državno mejo Missourija kot rezervat. To je bilo kasneje razdeljeno na posamezne parcele z zakonom Dawes. Nekaterim "državljanom ali odsotnim" Wyandotom iz Kansasa je bilo dovoljeno ponovno pridružiti se plemenu z adopcijo, vendar na splošno Oklahomski Wyandoti niso več priznavali Kansaških Wyandotov kot plemenskih članov in jim niso dovolili, da se naselijo na njihovem rezervatu v Oklahomi brez dovoljenja. Začenši z delitvijo med kristjani in tradicionalisti znotraj konfederacije Huron, ki je prispevala k njihovemu porazu s strani Irokezov, je frakcionaštvo pestilo Hurone in/ali Wyandote zadnjih 400 let. Grenak boj za priznanje med državljansko in indijansko stranko se je nadaljeval do danes med narodom Wyandot iz Kansasa in plemenom Wyandotte iz Oklahome.

### Današnje skupine Wyandotov
V 20. stoletju so sodobni Wyandoti še naprej uveljavljali svojo kulturo in identiteto. 27. avgusta 1999 so se predstavniki obsežnih skupin Wyandotov iz Quebeca, Kansasa, Oklahome in Michigana zbrali v svoji zgodovinski domovini v Midlandu v Ontariu. Tam so uradno ponovno ustanovili Konfederacijo Wendat.
Danes obstajajo štiri skupine Wyandotov, ena Prva nacija v Ontariu, Kanada, in tri skupine v Združenih državah, od katerih sta le dve zvezno priznani kot plemeni:
- Nacija Huronne-Wendat (prej Huron of Jeune-Lorette, njihova naselbina in istoimenski rezervat Wendake se nahajata znotraj mesta Québec, približno 3.000 članov plemena, nekoč članica Seven Nations of Canada ali Seven Nations of The Iroquois Confederacy, so bili tako imenovani „Progresivni“ (kristjani) in so potomci večine „Bear People“ in vseh „Cord People“.)

- Wyandot Nation of Kansas (zvezno priznano pleme, upravni sedež je Kansas City, približno 400 članov plemena)

- Wyandotte Nation (prej Wyandotte Nation of Oklahoma, zvezno priznano pleme, upravni sedež je Wyandotte, Oklahoma, približno 4.300 članov plemena)

- Wyandot Nation of Anderdon (upravni sedež je Trenton, Michigan, približno 1.200 članov plemena)

## Demografija
Če se združi s prebivalstvom Neutralcev, Tionontatijev (Petun) in Wenro, so Huroni leta 1535 verjetno šteli nekje med 30.000 in 45.000. Francoske ocene štirih osrednjih plemen Huronske konfederacije leta 1615 so se gibale med 20.000 in 30.000 ter 16 do 25 vasmi. Po stiku z Evropejci je bil upad huronskega prebivalstva dramatičen. Do leta 1640 so jih epidemije in vojne zmanjšale na manj kot 10.000. Po njihovi razpršitvi leta 1649 s strani Irokezov se je le 300 Huronov lahko varno preselilo v Lorette blizu Quebeca. Drugih 1.000, pomešanih s Tionontatiji in Neutralci, je pobegnilo na zahod Velikih jezer, da bi postali Wyandoti. Število Huronov, sprejetih v Irokeško ligo, je negotovo, vendar je moralo biti precejšnje. Leta 1736 je prebivalstvo v Lorette ostalo blizu prvotnih 300, medtem ko so se Wyandoti, preseljeni na zahodni konec Eriejskega jezera, povečali na skoraj 1.500. Do leta 1908 se je prebivalstvo Lorette počasi povečalo na 466, nato pa se je dramatično povečalo. Leta 1994 ga je vlada Quebeca navedla kot 2.650. Leta 1829 je bilo na rezervatu Anderdon (južni Ontario) približno 100 Wyandotov, vendar so jih od takrat absorbirala druga domorodna ljudstva. Združene države imajo trenutno več kot 4.000 Wyandotov, organiziranih v dveh glavnih skupinah: Wyandotski narod Kansasa in pleme Wyandotte iz Oklahome. Samo Wyandoti iz Oklahome so zvezno priznani kot pleme. Wyandoti iz Kansasa, organizirani leta 1959 iz "odsotnih" ali "državljanskih" Wyandotov, so priznani s strani Kansasa in so zaprosili za zvezni status.